# Храм Вознесения Господня (Екатеринбург)
Хра́м в честь Вознесе́ния Госпо́дня (Вознесенская церковь) — приходской православный храм в Екатеринбурге. После сноса Екатерининского и Богоявленского соборов — старейший из сохранившихся храмов города. Господствует в панораме Вознесенской горки, названной в его честь. Приход относится к Екатеринбургской епархии Русской православной церкви.

## История храма
Храм был заложен в мае 1770 года, а освящён 19 сентября того же года. На первых порах представлял собой весьма небольших размеров деревянное сооружение. К 1789 году здание храма пришло в негодность, и по просьбе прихожан было решено соорудить каменную двухэтажную церковь. Нижний храм был в честь Рождества Пресвятой Богородицы, а верхний — в честь Вознесения Господня.
На протяжении XIX века храм неоднократно достраивался и расширялся. В 1834 году священнослужители и прихожане решили пристроить к храму два придела с южной стороны, два придела с северной стороны и новое крыльцо. К началу XX столетия, уже будучи весьма обширным, храм имел шесть приделов: Вознесенский, Богородице-Рождественский, Благовещенский, во имя святителя Митрофана, во имя Илии Пророка, в честь Казанской иконы Божией Матери. Нижний этаж был отведён под мужскую одноклассную церковно-приходскую школу.
В 1926 году храм был закрыт и осквернён: в нём располагалась сначала школа, а затем историко-революционный музей. В связи с тем, что Вознесенская горка лучше других районов Свердловска сохранила застройку рубежа XVIII и XIX веков, храм появлялся в советских художественных фильмах: «Угрюм-река», «Приваловские миллионы», «Цареубийца».

## Возрождение
Первая после долгих лет литургия была отслужена в храме 15 февраля 1991 года, в праздник Сретения Господня.
С осени 2011 года до октября 2014 года настоятелем храма был архимандрит Пимен (Адарченко). 18 октября 2014 года во время Всенощного бдения благочинный Всехсвятского округа храмов города Екатеринбурга иерей Николай Тарантин представил общине храма нового настоятеля — протоиерея Алексия Кульберга.

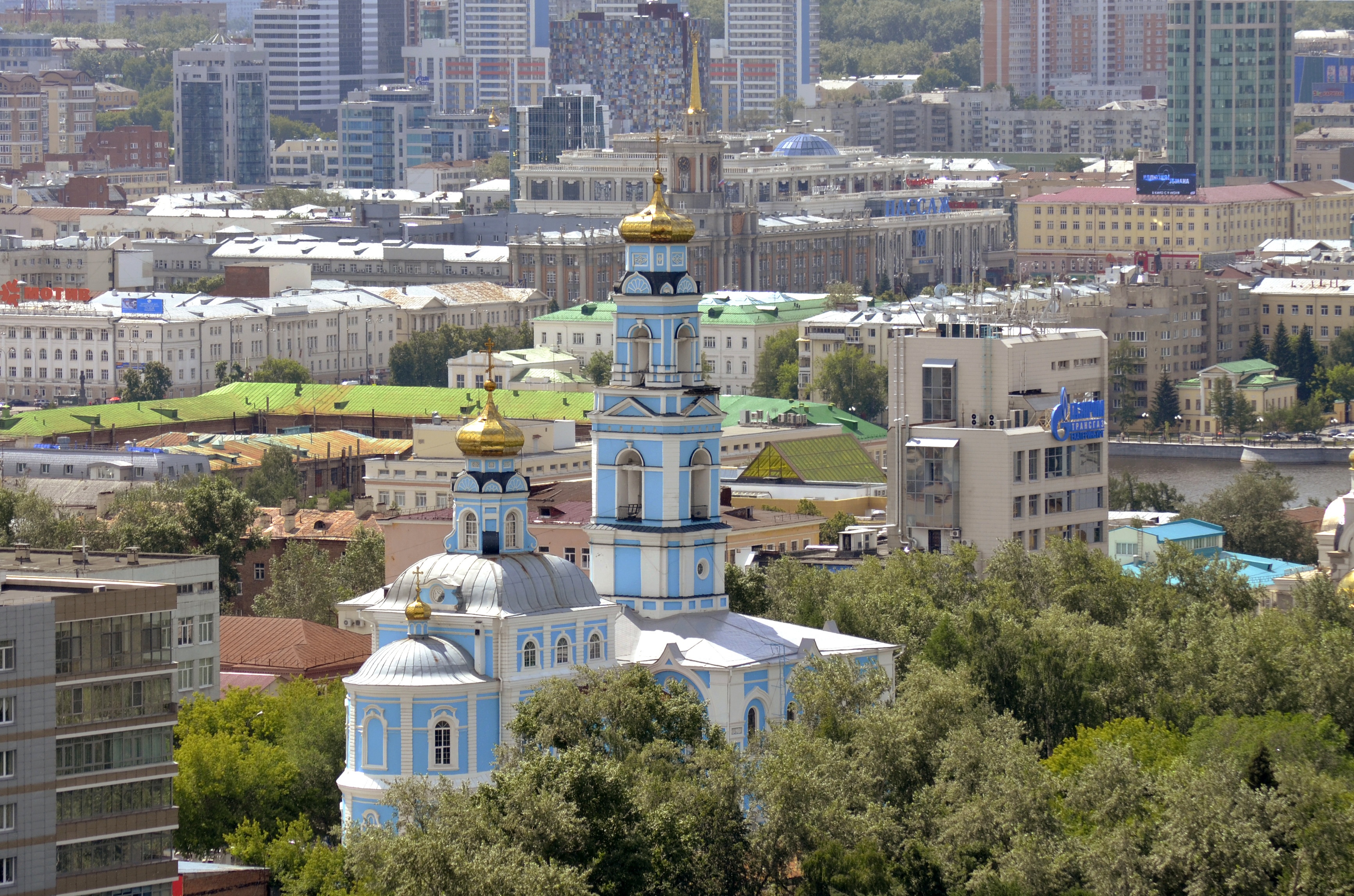
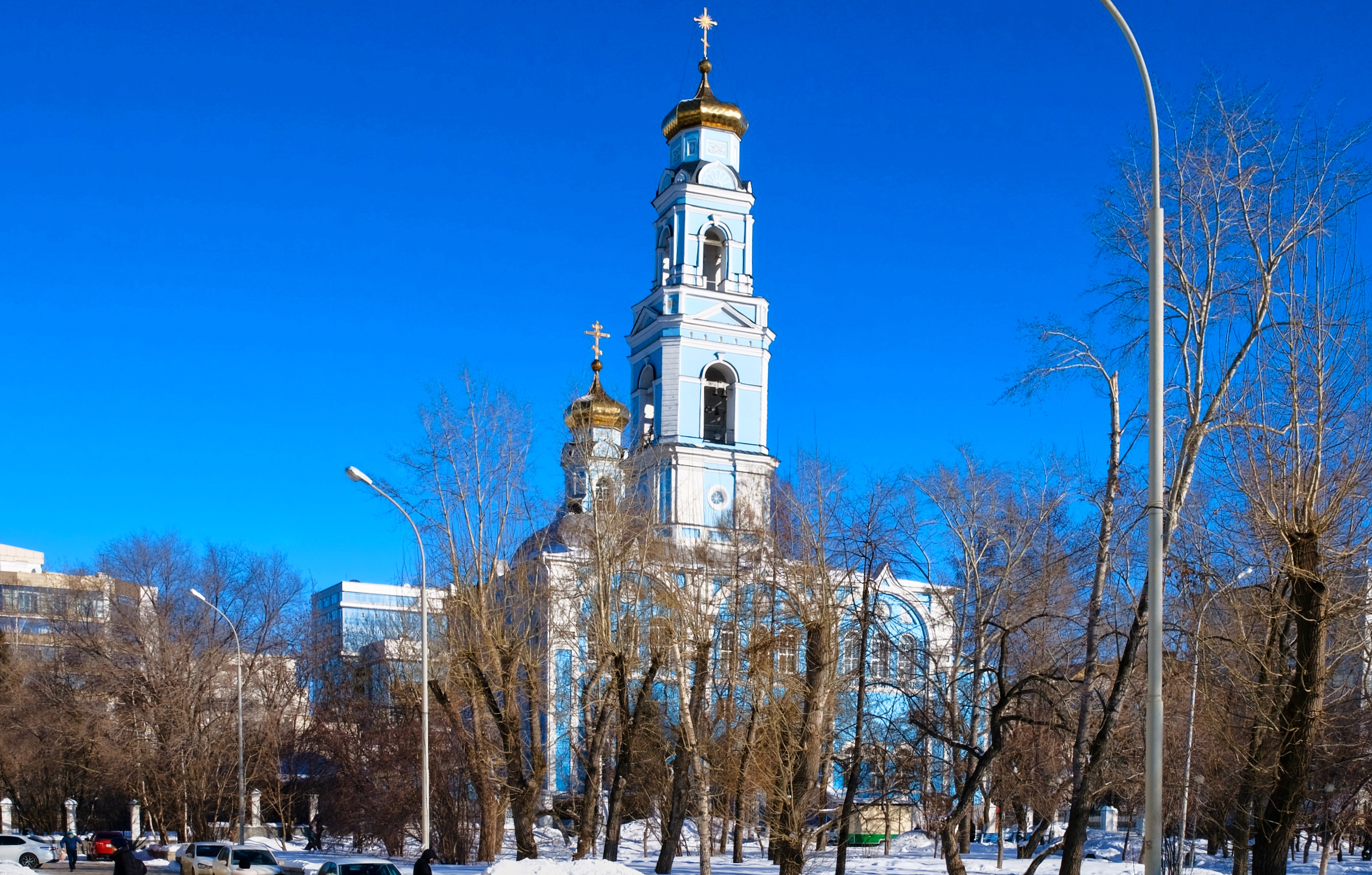
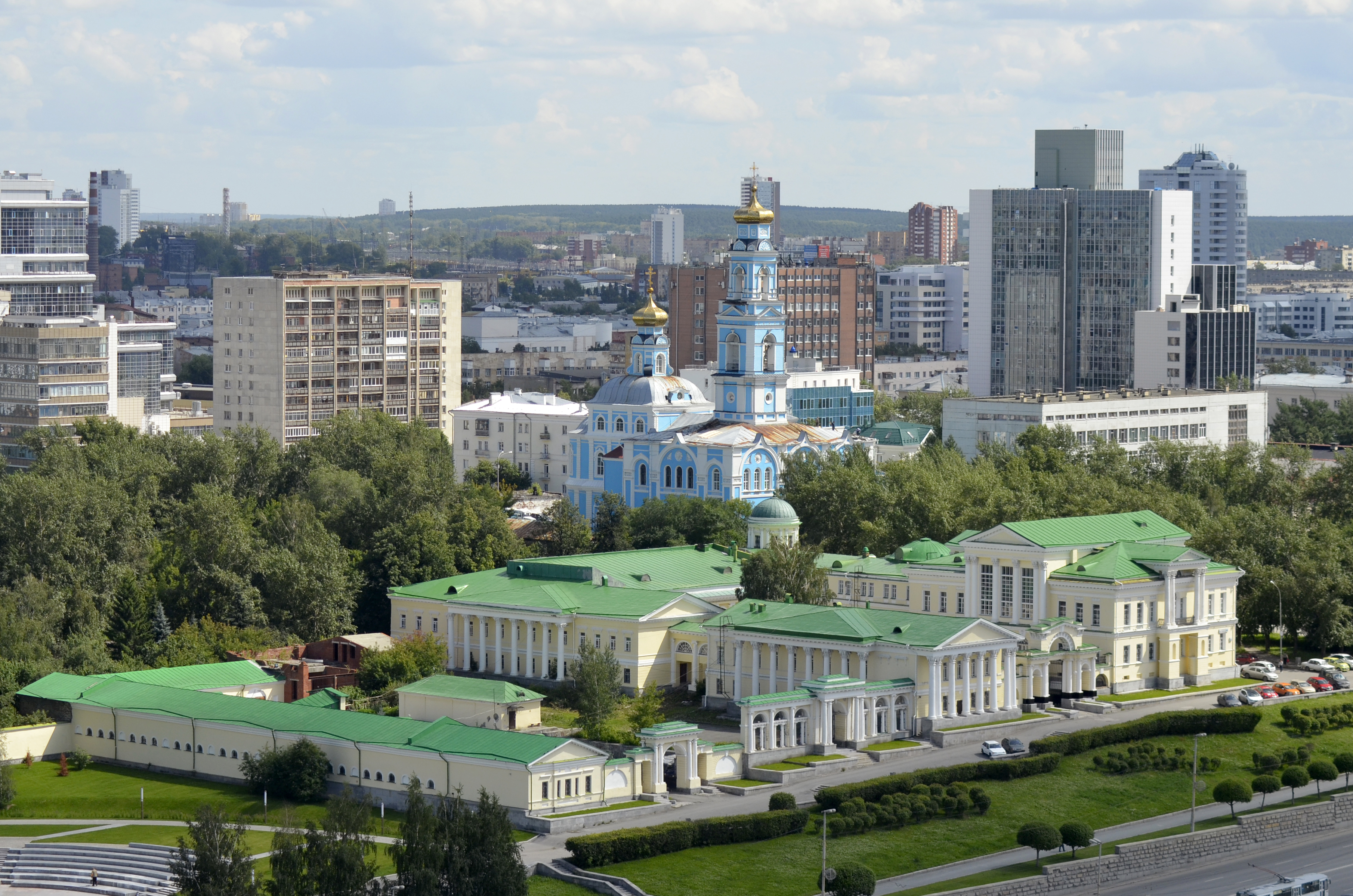
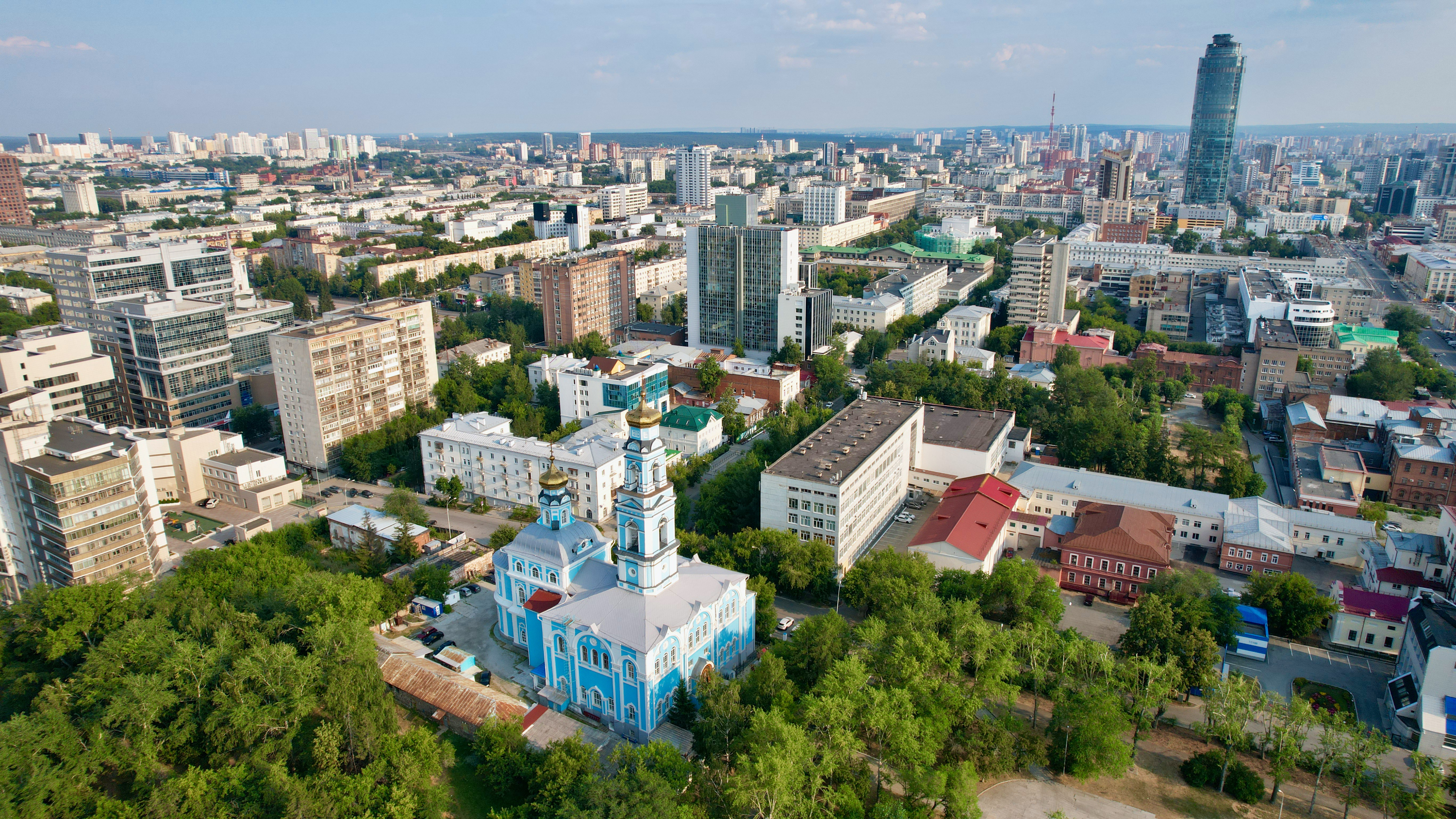
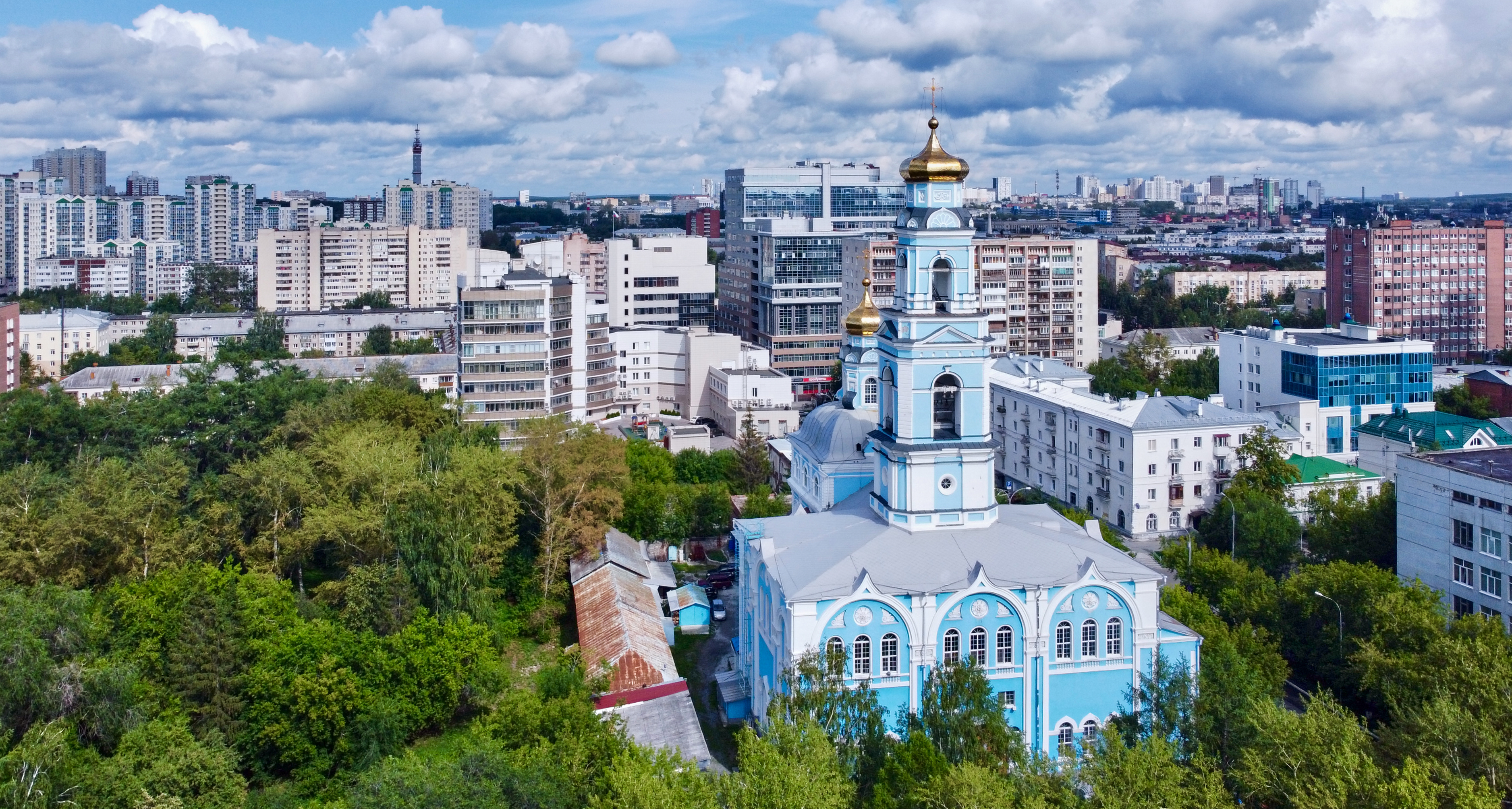
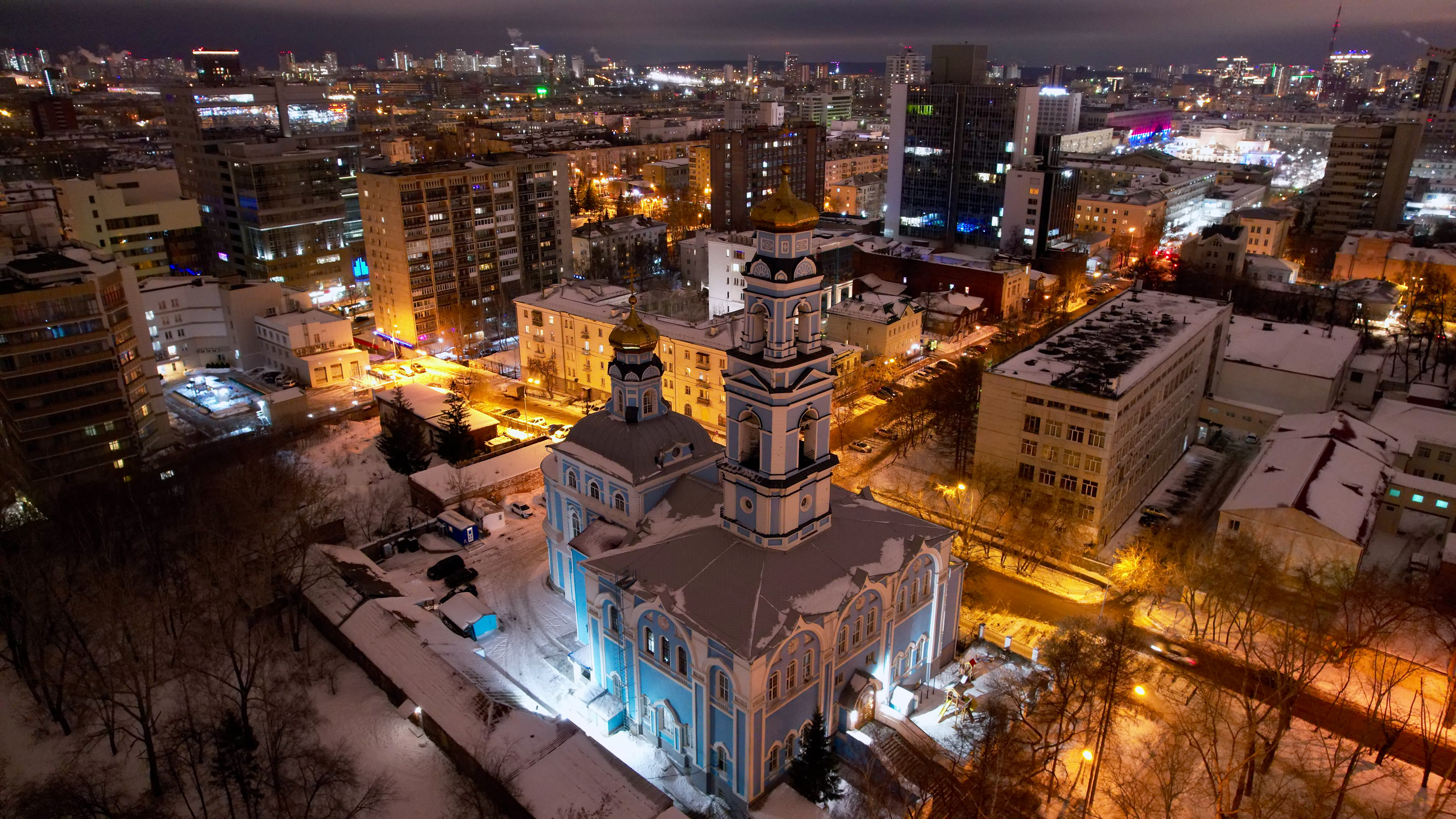